# Szkoda, że jest dziwką
Szkoda, że jest dziwką (wł. Addio fratello crudele) – włoski dramat filmowy z 1971 roku w reżyserii Giuseppe Patroniego Griffiego.

## Obsada
- Charlotte Rampling - Annabella
- Oliver Tobias - Giovanni
- Fabio Testi - Soranzo
- Antonio Falsi - brat Bonaventura
- Rik Battaglia - ojciec Mercante
- Angela Luce - guwernantka Mercantego

## Produkcja
Zdjęcia kręcono w Wenecji, Fumane (prowincja Werona), Sabbionecie (prowincja Mantua) oraz na zamku Torrechiara (prowincja Parma).